# لوئیسن هنپین
پدر لوئیس هنپین O.F.M.‏ (Louis Hennepin)، مبلغ فرقهٔ فرانسیس مقدس، با نام تعمیدی آنتوان، (زادهٔ ۱۲ مه ۱۶۲۶ – درگذشتهٔ ۵ دسامبر ۱۷۰۴) کشیش بلژیکی کلیسای کاتولیک و مبلغ ریکولت (Recollet) از فرانسیسکن‌ها (به فرانسوی: Récollets) و کاوشگر سرزمین‌های آمریکای شمالی بود.

## زندگی‌نامه
آنتوان هنپین در شهر اَت در هلند اسپانیا (انو کنونی، بلژیک) چشم به جهان گشود. در سال ۱۶۵۹، زمانی که در بتوون زندگی می‌کرد، شهر توسط ارتش لوئی چهاردهم، پادشاه فرانسه تصرف شد. هنری ژوله که در معیت هنپین بود. وقایع و خاطرات سفرهایشان را می‌نوشت، هنپین را اهل فلاندر نامیده‌است، اگرچه شهر اَت منطقه‌ای با زبان‌های رومی بود که امروزه در والونیا قرار دارد.
هنپین به فرقهٔ فرانسیس مقدس پیوست و در هالز (بلژیک) و آرتوآ موعظه کرد. سپس مسئول بیمارستانی در ماستریخت شد. او همچنین برای مدت کوتاهی کشیش ارتش بود.
بنا به درخواست لوئی چهاردهم، فرقهٔ Recollet، در مه ۱۶۷۵، چهار مبلغ از جمله هنپین را به همراه رنه روبرت کاولیر، سیور د لا ساله، به فرانسهٔ نو فرستاد. در سال ۱۶۷۶، هنپین عازم مأموریتی در دژ فورت فرونتناک شد و از آنجا به سمت قبایل موهاک رفت.
در سال ۱۶۷۸، هنپین از سوی سرپرست ایالت، مأموریت یافت که لا ساله را در سفری اکتشافی به منطقهٔ غرب فرانسهٔ نو همراهی کند. در سال ۱۶۷۹، هنپین به همراه لا ساله برای ساخت کرجی ۴۵ تنی لو گریفون، شهر کبک را ترک و با عبور از دریاچه‌های بزرگ پنجگانهٔ آمریکا، سفر اکتشافی خود به غرب ناشناخته را آغاز کرد.
در ژانویه ۱۶۸۰، هنپین در زمان احداث دژ فورت کریوکر (نزدیک پئوریا، ایلینوی کنونی) همراه لا ساله بود. در فوریه، لا ساله، هنپین و دو نفر دیگر را به عنوان گروه پیشرو برای کاوش و بررسی رودخانهٔ می‌سی‌سی‌پی فرستاد. گروه، رودخانهٔ ایلینوی را تا محل الحاق آن به می‌سی‌سی‌پی دنبال کرد. اندکی پس از آن، هنپین توسط گروه جنگی قبیلهٔ سیو دستگیر و برای مدتی در ایالت مینه‌سوتا کنونی زندانی شد.
در سپتامبر ۱۶۸۰، به لطف دانیل گریسولون، سیور دو لو، به هنپین و دیگران اجازهٔ خروج با قایق داده شد و سرانجام آنها به کبک بازگشتند. هنپین به فرانسه بازگشت و دیگر هرگز به آمریکای شمالی نرفت. مورخان محلی، راهبان فرقهٔ فرانسیس مقدس را اولین افراد اروپایی می‌دانند که پا به ساحل هانیبال امروزی، ایالت مِیزوری گذاشتند.
هنپین توجه جهانیان را به دو آبشار بزرگ جلب کرد: آبشار نیاگارا، حجیم‌ترین رودخانه در آمریکای شمالی و آبشار سنت آنتونی در مینیاپولیس کنونی و تنها آبشار طبیعی بر روی رودخانهٔ می‌سی‌سی‌پی. در سال ۱۶۸۳، هنپین کتابی دربارهٔ آبشار نیاگارا با نام اکتشاف جدید منتشر کرد. توماس هارت بنتون، نقاش منطقه‌گرا، دیوارنگاره‌ای به‌نام «کشیش هنپین در آبشار نیاگارا» را برای سازمان برق نیویورک در لویستون، نیویورک خلق کرد.
صحت بسیاری از گزارش‌های هنپین مورد تردید قرار گرفته یا کاملاً تکذیب شده‌اند، به‌خصوص توسط مورخ آمریکایی فرانسیس پارکمن (پارکمن همچنین به تعصب و غرض‌ورزی متهم شده‌است). هنپین توسط بسیاری از مورخان و منتقدان تاریخی به عنوان فردی متقلب و تحریف‌کننده، نکوهش و سرزنش شده‌است. برخی نویسندگان درصدد رد این اتهامات بوده‌اند و ادعا کرده‌اند که این گزارش‌های نادرست در واقع توسط دیگران درج شده‌اند. با این حال، اعتبار مدارک با چنین نظریه‌ای مغایرت دارد.

## میراث
مکان‌هایی که به افتخار هنپین در ایالات متحده و کانادا نام‌گذاری شده‌اند عبارتند از:
ایلینوی:
- شهر هنپین، ایلینوی
- اتاق هنپین در هتل استارود راک و ساختمان مرکز همایش در یوتیکا، ایلینوی
- کانال هنپین

میشیگان:
- قلهٔ هنپین، در قسمت شمالی گروس آیل، جزیره‌ای در رودخانهٔ دیترویت در جنوب دیترویت
- خیابان هنپین در گاردن سیتی، میشیگان
- جادهٔ هنپین در مارکت، میشیگان
- کشتی غرق شدهٔ هنپین که اولین کشتی فله‌بری بود که بارها را خود به خود تخلیه می‌کرد. بقایای کشتی در غرب ساوت هیون، میشیگان واقع شده‌است.[۹]

مینه‌سوتا:
- شهرستان هنپین، مینه‌سوتا که مرکز آن مینیاپولیس است
- خیابان هنپین، در مینیاپولیس
- پل کشیش لوئیس هنپین، بر فراز رودخانهٔ می‌سی‌سی‌پی در مینیاپولیس
- پارک ایالتی کشیش هنپین، در آیل، مینه‌سوتا
- یک کشتی بخار با بدنهٔ چوبی که در سال ۱۸۸۸ ساخته و در سال ۱۹۲۷ غرق شد[۱۰]
- شهر شامپلین، مینه‌سوتا، جاییکه به گزارش مورخان، هنپین برای اولین بار در سال ۱۶۸۰ از می‌سی‌سی‌پی عبور کرد. این شهر در دومین آخر هفتهٔ ژوئن، جشنوارهٔ سالانهٔ کشیش هنپین را برگزار می‌کند که شامل بازآفرینی تجربهٔ عبور کشیش لوئیس هنپین از رودخانهٔ می‌سی‌سی‌پی است.
- جزیرهٔ هنپین در رودخانهٔ می‌سی‌سی‌پی در آبشار سنت آنتونی قرار دارد. اگرچه دیگر جزیره نیست و شبه جزیره شده‌است و مکان‌های زیر در آن قرار دارند: آزمایشگاه آبشار سنت آنتونی در دانشگاه مینه‌سوتا، یک نیروگاه برقی-آبی پنج واحدی، متعلق به شرکت اکسل انرژی و پُست برق مِین استریت که خدمات مربوط به مرکز شهر مینیاپولیس را ارائه می‌کند.
- پارک کشیش هنپین در ساحل شرقی رودخانهٔ می‌سی‌سی‌پی و در مجاورت جزیرهٔ هنپین قرار دارد. این پارک توسط هیئت تفریحی و گردشگاه مینیاپولیس اداره می‌شود و شامل محوطه‌های پیک نیک، جایگاه دستهٔ موزیک، نشان‌های یادبود است.
- اتاق هنپین در هتل هیلتون مینیاپولیس
- یادبود کشیش هنپین که در محوطهٔ کلیسای مریم مقدس در مینیاپولیس قرار دارد.[۱۱]

میزوری:
- خیابان هنپین، سنت لوئیس

نیویورک:
- جادهٔ هنپین در جزیرهٔ گرند، نیویورک
- خیابان هنپین در جزیرهٔ کایوگا در نیاگارا فالز، نیویورک
- اتاق هنپین در مرکز همایش نیاگارا فالز در شهر نیاگارا فالز
- پارک هنپین که در خیابان ۸۲ و خیابان بولیر در نیاگارا فالز واقع است
- خوابگاه هنپین در کالج سینا، لودونویل، نیویورک
- پارک هنپین که در منطقهٔ ایست لاوجوی در بوفالو، نیویورک قرار دارد
- باغ‌راه هنپین که به خیابان هنپین نیز معروف است، خیابانی در ضلع شمالی پارک هنپین در منطقهٔ ایست لاوجوی در بوفالو
- مزرعه‌سرای آب‌جوی انگلیسی هنپین از کارخانهٔ آب‌جوسازی امگانگ در کوپرستون، نیویورک

نیاگارا فالز، انتاریو:
- مدرسهٔ اختصاصی کشیش هنپین
- لوح تاریخی انتاریو در خیابان موری و باغ‌راه رود نیاگارا
- اتاق هنپین در هتل فالز ماریوت
- خیابان هنپین